# Antenne hélice axiale

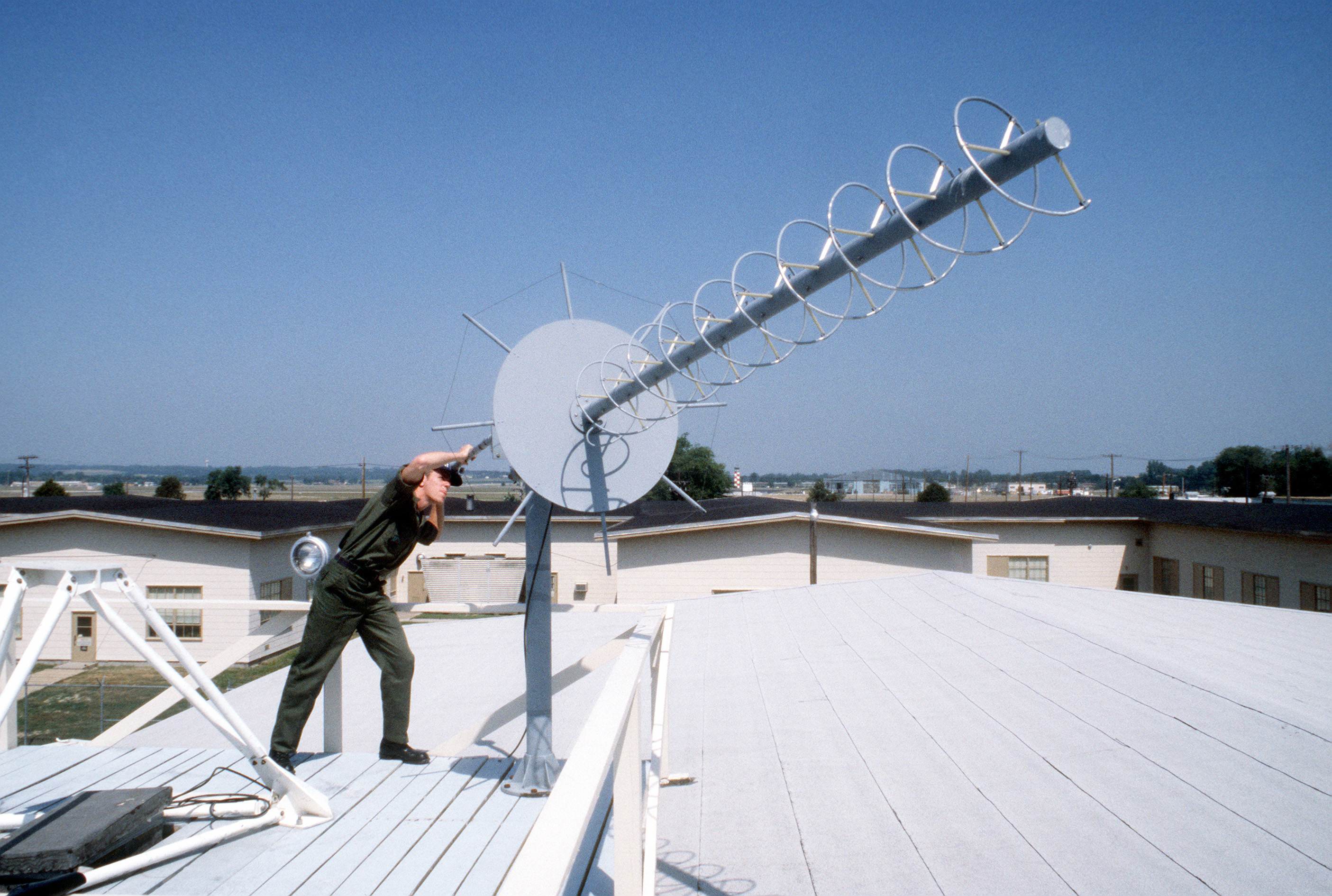
Antenne hélice axiale

L'antenne hélice axiale doit son nom au fait qu'elle rayonne principalement dans son axe de bobinage. Elle a été décrite pour la première fois en 1947 par John Daniel Kraus, un radioamateur américain.  On parle aussi d'antenne hélicoïdale.
Les dimensions d'une hélice axiale lui donnent le comportement d'un guide d'ondes produisant une polarisation circulaire. Ces antennes sont utilisées pour la poursuite de mobiles, missiles ou animaux, ainsi que pour les communications spatiales, quand l'orientation relative de l'émetteur et du récepteur est inconnue ou variable, la perte de polarisation est alors limitée. Leur taille est rédhibitoire en HF et au-dessous, elles ne sont donc utilisées que des VHF aux SHF.

## Description

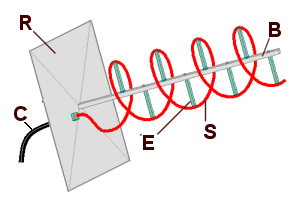
Antenne hélice axiale

L'antenne hélice ressemble à un solénoïde étiré dont une extrémité est masquée par un écran métallique. 
Elle se compose de  :
- repère S : élément rayonnant, un fil conducteur rigide bobiné comme un ressort
- repère R : réflecteur formé d'une tôle pleine ou d'un treillis
- repère B : support central de l'hélice
- repères E : entretoises maintenant l'hélice sur le support central
- repère C : câble coaxial dont la tresse est branchée sur le réflecteur et l'âme à l'extrémité de l'hélice par l'intermédiaire d'un dispositif adaptateur d'impédance.

L'hélice est souvent protégée par un tube isolant évitant le dépôt de givre sur les spires.
Pour obtenir un rayonnement axial, il faut que la circonférence d'une spire du ressort soit de l'ordre de la longueur d'onde du signal émis et que le pas de l'hélice soit proche du quart de cette longueur d'onde.
Un réflecteur arrière-plan est en général ajouté, augmentant le gain et diminuant les lobes arrières.

## Impédance
L'impédance d'une antenne hélice est comprise entre 100 et 200 Ω, selon la formule approximative suivante: 
{\displaystyle R\simeq 140\left({\frac {C}{\lambda }}\right)}
- R est la résistance en ohms
- C est la circonférence de l'hélice
- λ est la longueur d'onde

L'adaptation à une ligne coaxiale standard peut s'effectuer par une ligne d'impédance et longueur adaptée entre le coaxial et le début d'hélice.

## Gain et diagramme de rayonnement
Le gain est approximativement:
{\displaystyle D_{o}\simeq 15N{\frac {C^{2}S}{\lambda ^{3}}}}
- N est le nombre de tours
- S est le pas

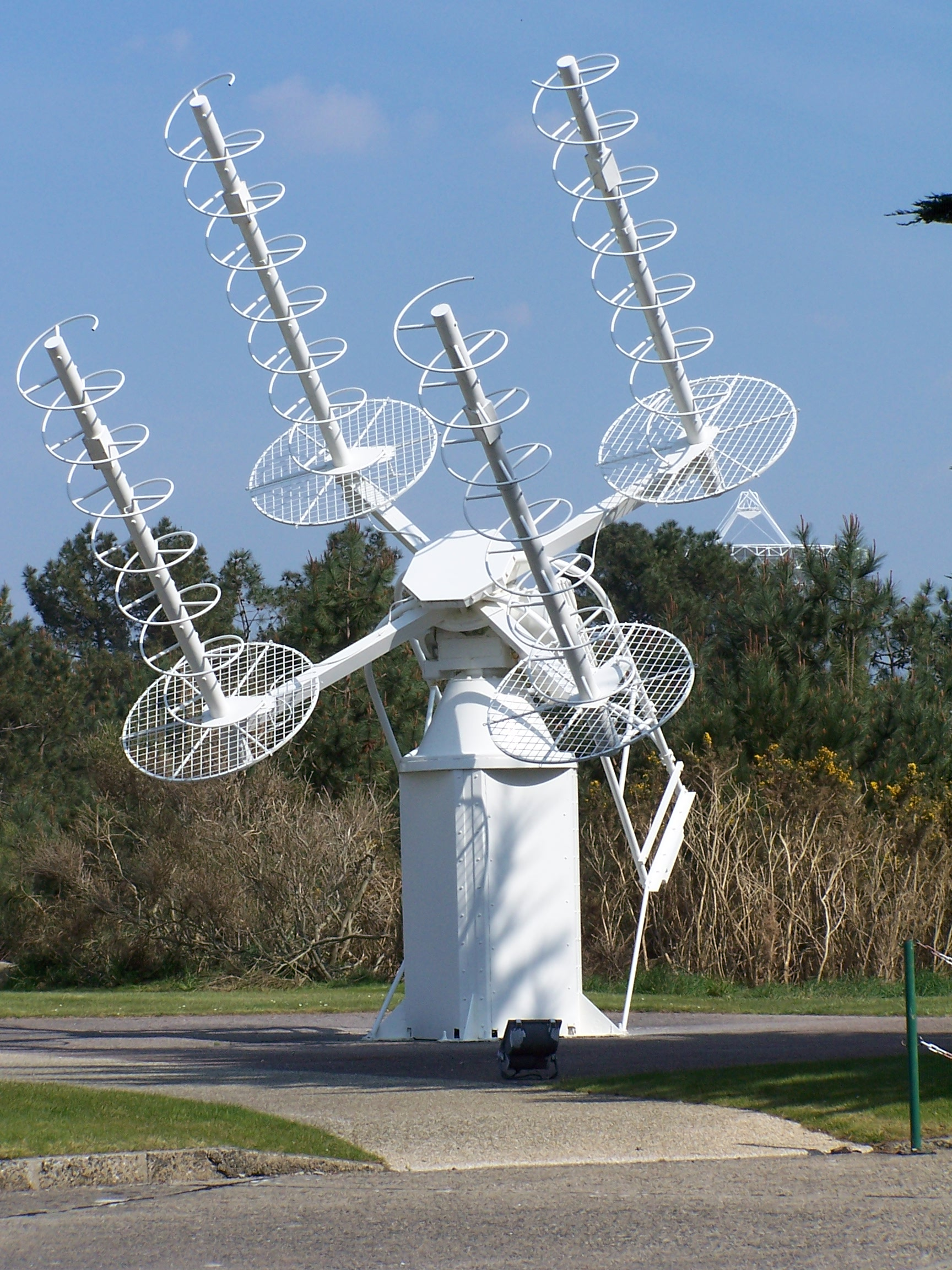
Groupe de 4 antennes hélice

La directivité (demi lobe principal à -3dB) est donnée par:
{\displaystyle HPBW(degrees)\simeq {\frac {52\lambda ^{3/2}}{C{\sqrt {NS}}}}}
La largeur du lobe principal (entre nuls) est donnée par:
{\displaystyle FNBW(degrees)\simeq {\frac {115\lambda ^{3/2}}{C{\sqrt {NS}}}}}
La polarisation est circulaire et le sens de rotation dépend du sens d'enroulement de l'hélice.